# Santa María del Real
Santa María del Real è un comune dell'Honduras facente parte del dipartimento di Olancho.
Il comune venne istituito nel 1895 con parte del territorio del comune di Juticalpa.